# Takeo Takahashi
Takeo Takahashi (jap. 高橋 武夫 Takahashi Takeo; ur. 31 maja 1947) – japoński piłkarz, reprezentant kraju.

## Kariera klubowa
Od 1966 do 1982 roku występował w klubie Furukawa Electric i Toshiba.

## Kariera reprezentacyjna
W reprezentacji Japonii zadebiutował w 1966. W reprezentacji Japonii występował w latach 1966-1970. W sumie w reprezentacji wystąpił w 14 spotkaniach.

## Statystyki
| Reprezentacja Japonii | Reprezentacja Japonii | Reprezentacja Japonii |
| Rok                   | Mecze                 | Gole                  |
| --------------------- | --------------------- | --------------------- |
| 1966                  | 2                     | 1                     |
| 1967                  | 1                     | 0                     |
| 1968                  | 2                     | 0                     |
| 1969                  | 1                     | 0                     |
| 1970                  | 8                     | 3                     |
| Razem                 | 14                    | 4                     |